# Леди Берд Џонсон
Клаудија Алта Џонсон (енгл. Claudia Alta Johnson; рођена Тејлор (Taylor); Карнак, 22. децембар 1912 — Вест Лејк Хилс, 11. јул 2007), позната под надимком Леди Берд, била је супруга 36. председника САД, Линдона Џонсона и Прва дама САД од 1963 до 1969.